# Benesijeva pečurka
Benesijeva pečurka (lat. Agaricus benesii) je jestiva gljiva iz porodice pečurki (Agaricaceae). 

## Opis
- Klobuk benesijeve pečurke je širok od 5 do 10 centimetara, u mladosti polukuglast, zatim konveksan, poslije proširen i na sredini kao pritisnut, prilično mesnat, bijel, gladak ili slabo čehasto vlaknast.
- Listići su u mladosti svijetloružičasti, kasnije crvenkasti, na kraju tamnosmeđi, gusti i uski, u pazušcu.
- Stručak je visok od 6 do 16 centimetara, obično je dvostruko duži od klobuka, valjkast, prema dolje nešto širi, završava proširenjem, u mladosti pun, zatim cjevasto šupalj, lagano čehast, bijeli, nosi zastorak koji s donje strane u mladosti ima obrise zvijezde; vjenčić ima dvostruki rub.
- Meso je bijelo, na presjeku teži da pocrveni i to osobito na rubovima klobuka i spoju s listićima, miris i okus nisu izraženi.
- Spore su eliptične, glatke, 5 – 5,5 x 3,5 – 4 μm, otrusina je smeđe boje.

## Stanište
Raste ljeti i u jesen u listopadnim i crnogoričnim šumama, uz živice i na šumskim čistinama, nije česta vrsta.

## Upotrebljivost
Benesijeva pečurka je jestiva, izvrsne kakvoće.

## Sličnosti
Prilično podsjeća na veliku pečurku (lat. Agaricus macrosporus), te na ostale bijele pečurke većih izmjera. Međutim, meso joj na presjeku pocrveni što nepogrešivo odvaja tu vrstu. Ako isključimo otrovne bijele pupavke, koje na dnu stručka imaju bijeli ovoj ("jaje"), listići su uvijek bijeli, meso ne mijenja boju, onda ne postoji nikakva opasnost od zamjene s otrovnim gljivama.  